# 數據庫完整性
數據庫完整性可確保輸入至數據庫中的數據，是準確、有效及一致 （页面存档备份，存于）的。數據庫中任何數據改動，都必須乎合所有完整性限制及數據有效性檢驗。 
數據庫完整性主要以下三項完整性限制：
- 實體完整性，同一數據表中不可有多項記錄擁有相同識別。
- 域完整性，限制欄位中的數據必須乎合預設的數據類型，例如：日期。
- 參照完整性，如兩個數據表是有關聯的，父數據表中的記錄必須存在，子數據表的記錄才有存在。